# 宝峰街道 (石门县)
宝峰街道是中华人民共和国湖南省常德市石门县下辖的一个街道办事处。

## 行政区划
宝峰街道下辖以下村级行政区划单位：
七松社区、花山社区、竹园塔社区、新坪社区、黄泥岗社区、中渡社区、宝塔社区、双新社区、月亮山社区、天供山社区、曹家棚社区。